# Асікаґа Йосіхіса
Асікаґа Йосіхіса (яп. 足利 義尚, 11 грудня 1465 — 26 квітня 1489) — 9-й сьоґун сьоґунату Муроматі. Правив з 1473 по 1489 рік. Син Асікаґи Йосімаси, 8-ого сьоґуна сьоґунату Муроматі. На

## Життєпис

### Війна років Онін
Народився 1465 року. Але перед тим 1464 року Асікаґа Йосімаса, що тоді немав спадкоємця, призначив спадкоємцем свого молодшого брата Асікаґа Йосімі. При сьогунського дворі почалася боротьба за спадкоємництво. На бік новонародженого Йосіхіса став даймьо Ямана Мотітойо, що об'єднав сюого Західного Хонсю. На бік Асікага Йосімі став канрей Хосокава Кацумото, зять Ямана Мототійо. В 1466 року Ямана Мотітойо і Хосокава Кацумото зібрали біля Кіото свої війська.
У 1467 році почалася боротьба між західною та східною коаліціями, яка увійшла в історію під назвою «Війна років Онін». Сам сьоґун Асикага Йосімаса спочатку підтримував Хосокава Кацумото. У 1469 році Асикага Йосіхісу було оголошений спадкоємцем свого батька.
Бойові дії тривали у 1470-х роках, внаслідок чого столичний окріг та значна частина Кіото зазнали руйнувань. У 1473 сьоґун Асикага Йосімаса офіційно відмовився від титулу сьогуна на користь Йосіхіса.

### Сьоґун
Перші роки Асікага Йосіхіса присвятив досягненню визнання себе правителем з боку наймогутніших даймьо. Зрештою у 1475 році його визнали останній з наймогутніших — Оуті Масахіро. Проте постала інша проблем. Під час війни Онін самурай Роккаку Такайорі захопив землі і садиби, які належали самураям імператорського двору, храмам і монастирям в столичному окрузі, ставши даймьо в провінції Омі. У 1488 році сьогун Асікага Йосіхіса очолив військову кампанію проти бунтівного роду даймьо, але несподівано помер під час походу у 1489 році, не залишивши спадкоємця.
Після смерті Йосіхіси його батько і екс-сьоґун Асикага Йосімаса знову повернувся до влади, але в 1490 році помер. Новим сьогуном в 1490 році було оголошено Асікаґа Йосікі, небожа і названого сина Асікаґа Йосімаси.